# Højspænding
Højspænding betegner en høj elektrisk spænding. I følge International Electrotechnical Commission (IEC) betegnes spændinger større end 1.000 V vekselstrøm eller 1.500 V jævnstrøm som højspænding. 
Når el-distributørerne anvender højspændingsledninger, skyldes det, at modstanden i ledningerne ville bevirke, at en spænding udsendt fra elværket på 230 V, ville være faldet for meget, inden den nåede frem til forbrugerne. Ved at anvende højspændingsledninger mistes relativt mindre af spændingen undervejs, og den omdannes så til 230 V på transformerstationerne. 
Der findes særlige sikkerhedsregler for udformningen og driften af højspændingsanlæg og -ledninger grundet den fare, der er forbundet med højspænding. Udover højspændingsledninger anvendes højspænding til elforsyningen af elektrificerede jernbanestrækninger, fx er der 1.650 V højspændingsledninger over Københavns S-tog, og øvrige danske elektrificerede baner bruger 25 kV.
På højspændingsanlæg i Danmark anvendes af økonomiske grunde flere niveauer; 500 kV, 400 kV, 220 kV, 132-150 kV, 50-60 kV og 10-20 kV. 

## Højspændingsanlæg og sundhed
Den sundhedsmæssige konsekvens af at bo nær højspændingsledninger blev debatteret fra 1970'erne. Man havde mistanke om, at risikoen for at få kræft blev øget, men epidemiologiske undersøgelser viste blandede resultater. En metaanalyse af forskningsresultaterne påviste imidlertid i 1996, at der ikke er nogen sundhedsmæssig risiko ved at bo tæt på en højspændingsledning. Først ved magnetfelter, der er 1.000-10.000 gange kraftigere end de er ved højspændingsledninger, ville der kunne påvises celleforandringer. 
Studier fra England og Wales har dog påvist, at 1% af leukæmitilfældene hos børn vil være begrundet i, at børnene boede indenfor 600 m. af en højspændingsledning. Man ved blot ikke, hvorvidt sammenhængen er reel eller tilfældig.
En spansk epidemiologisk metaanalyse påviser sammenhæng mellem Alzheimers og eksponering fra lavfrekvente magnetiske og elektriske felter.

## Højspændingsnet i Danmark
| Landsdel                 | Strækning | Spænding         |
| ------------------------ | --- | ---------------- |
| Jylland                  | Bredkær - Nibstrup – Hvorupgård - Skansen - Håndværkervej - Ådalen - Ferslev                                           | 150 kV           |
| Jylland                  | Bredkær - Nordjyllandsværket                                                                                           | 150 kV           |
| Jylland                  | Starbakke - Nordjyllandsværket                                                                                         | 150 kV           |
| Jylland                  | Starbakke - Dybvad | 150 kV           |
| Jylland/Sverige          | Vester Hassing - Konti-Skan KS 1 & 2                                                                                   | 250 / 285 kV DC  |
| Jylland                  | Nordjyllandsværket – Hvorupgård - Fredensdal - Klim Fjordholme - Frøstrup - Nors - Bredsted - Struer – Idomlund        | 150 kV           |
| Jylland                  | Idomlund - Videbæk - Støvstrup - Karlsgårde - Lykkegård - Estrupvej - Esbjergværket - Ribe - Bredebro - Kassø          | 150 kV           |
| Jylland                  | Videbæk - Lem Kær | 150 kV           |
| Jylland                  | Ålborg Øst - Masbæk - Tjele - Tange - Bjørnholt - Herning                                                              | 150 kV           |
| Jylland                  | Nordjyllandsværket – Ferslev                                                                                           | 400 kV           |
| Jylland                  | Ferslev – Tinghøj - Hornbæk                                                                                            | 150 kV           |
| Jylland                  | Tinghøj – Kærbybro | 150 kV           |
| Jylland                  | Ferslev – Trige | 400 kV           |
| Jylland                  | Tange – Trige | 150 kV           |
| Jylland                  | Trige – Studstrupværket                                                                                                | 400 kV og 150 kV |
| Jylland                  | Trige – Mesballe - Åstrup                                                                                              | 150 kV           |
| Jylland                  | Trige – Anholt Havmøllepark - Anholt                                                                                   | 220 og 33 kV     |
| Jylland                  | Trige – Moselund | 150 kV           |
| Jylland                  | Trige – Mollerup - Hasle                                                                                               | 150 kV           |
| Jylland                  | Trige – Høskov | 150 kV           |
| Jylland                  | Trige – Hørning | 150 kV           |
| Jylland                  | Trige – Malling - Skærbækværket                                                                                        | 400 kV           |
| Jylland                  | Malling – Mårslet | 150 kV           |
| Jylland                  | Malling – Hatting - Knabberup - Landerupgård - Skærbækværket                                                           | 150 kV           |
| Jylland                  | Knabberup - Thyregod                                                                                                   | 150 kV           |
| Jylland                  | Landerupgård - Bramdrup - Andst - Magstrup - Ensted                                                                    | 150 kV           |
| Jylland                  | Ensted - Tyrstrup | 150 kV           |
| Jylland                  | Magstrup - Ensted | 150 kV           |
| Jylland                  | Ferslev – Tjele | 400 kV           |
| Jylland                  | Ferslev – Mosbæk - Tjele                                                                                               | 400 kV           |
| Jylland                  | Mosbæk - Vilsted - Klim Fjordholme                                                                                     | 150 kV           |
| Jylland                  | Askær – Thyregod | 150 kV           |
| Jylland                  | Tjele – Askær - Revsing - Kassø                                                                                        | 400 kV           |
| Jylland                  | Tjele – Idomlund | 400 kV           |
| Jylland                  | Tjele – Skagerrak SK 1 & 2 (Norge)                                                                                     | 250 kV DC        |
| Jylland                  | Tjele – Skagerrak SK 3 (Norge)                                                                                         | 350 kV DC        |
| Jylland                  | Tjele – Skagerrak SK 4 (Norge)                                                                                         | 500 kV DC        |
| Jylland                  | Struer – Ramme | 150 kV           |
| Jylland                  | Struer – Bistrup - Loldrup - Tjele                                                                                     | 150 kV           |
| Jylland                  | Struer – Herning - Sdr. Felding - Karlsgårde - Lykkegård - Esbjergværket                                               | 150 kV           |
| Jylland                  | Karlsgårde – Horns Rev A                                                                                               | 150 kV           |
| Jylland                  | Esbjergværket – Holsted - Endrup                                                                                       | 150 kV           |
| Jylland                  | Revsing – Endrup | 400 kV           |
| Jylland                  | Endrup – Horns Rev 2                                                                                                   | ? kV             |
| Jylland                  | Kassø – Landerupgård                                                                                                   | 400 kV           |
| Jylland                  | Landerupgård – Ryttergården                                                                                            | 150 kV           |
| Jylland                  | Kassø – Ensted | 150 kV           |
| Jylland/Als              | Ensted - Sønderborg | 150 kV           |
| Jylland/Tyskland         | Ensted - Flensborg | 150 kV           |
| Jylland/Tyskland         | Ensted - Tyskland | 220 kV           |
| Jylland/Tyskland         | Kassø – Tyskland | 220 kV           |
| Fyn                      | Kingstrup - Granderup – Fynsværket                                                                                     | 150 kV           |
| Fyn                      | Fynsværket – Fraugde                                                                                                   | 400 kV           |
| Fyn                      | Fraugde – Landerupgård                                                                                                 | 400 kV           |
| Fyn                      | Fraugde – Odense SØ | 150 kV           |
| Fyn/Sjælland             | Fraugde – Herslev (Storebælt)                                                                                          | 400 kV DC        |
| Fyn/Als/Jylland          | Fynsværket – Abildskov - Sønderborg - Ensted                                                                           | 150 kV           |
| Fyn                      | Fraugde – Svendborg | 150 kV           |
| Fyn                      | Svendborg – Abildskov                                                                                                  | 150 kV           |
| Sjælland                 | Asnæsværket - Herslev - Bjæverskov                                                                                     | 400 kV           |
| Sjælland                 | Bjæverskov – Hovegård                                                                                                  | 400 kV           |
| Sjælland                 | Novo Syd – Søstremose                                                                                                  | 132 kV           |
| Sjælland                 | Kalundborg – Asnæsværket                                                                                               | 132 kV           |
| Sjælland                 | Asnæsværket – Nyrup - Ostedgård - Kamstrup - Hedegård - Vindingegård - Vejleå                                          | 132 kV           |
| Sjælland                 | Asnæsværket – Torslunde - Kirkeskovgård - Kamstrup                                                                     | 132 kV           |
| Sjælland                 | Torslunde – Nr. Asmindrup                                                                                              | 132 kV           |
| Sjælland                 | Lyngerup – Skibbygård                                                                                                  | 132 kV           |
| Sjælland                 | Hovegård - Kyndbyværket                                                                                                | 400 kV           |
| Sjælland                 | Hovegård - Ølstykkegård - Kyndbyværket                                                                                 | 132 kV           |
| Sjælland                 | Hovegård – Gørløse | 400 kV           |
| Sjælland                 | Hovegård - Spørrestrup - Borup                                                                                         | 132 kV           |
| Sjælland                 | Valseværket - Borup - Allerødgård - Stasevang - Teglstrupgård                                                          | 132 kV           |
| Sjælland/Sverige         | Hovegård - Øresundskablerne                                                                                            | 400 kV AC        |
| Sjælland                 | Hovegård – Måløvgård - Hareskovgård - Bagsværdgård - Grønnegård - Ejbygård - Vejleå                                    | 132 kV           |
| Sjælland                 | Hovegård – Glentegård                                                                                                  | 400 kV           |
| Sjælland                 | Glentegård - Stasevang                                                                                                 | 132 kV           |
| Sjælland                 | Glentegård – Svanemølleværket - Amagerværket - Kastrup - Amager - H.C. Ørstedværket - Vigerslev - Lindevang - Bellahøj | 132 kV           |
| Sjælland                 | Hovegård – Ballerupgård - Dyregård - Hareskovgård                                                                      | 132 kV           |
| Sjælland                 | Lindevang - Ejbygård - Dyregård                                                                                        | 132 kV           |
| Sjælland                 | H.C. Ørstedværket – Avedøreværket - Ishøj                                                                              | 400 kV           |
| Sjælland                 | Avedøreværket - Brøndbygård - Ishøj                                                                                    | 132 kV           |
| Sjælland                 | Bjæverskov – Ishøj | 400 kV           |
| Sjælland                 | Spanager - Kamstrup | 132 kV           |
| Sjælland                 | Spanager – Jersie - Karlstrup - Mosedegård - Flaskegård - Ishøj                                                        | 132 kV           |
| Sjælland                 | Spanager - Haslev - Fensmark - Rislev                                                                                  | 132 kV           |
| Sjælland/Masnedø         | Nyrup – Ringsted - Herlufmagle - Rislev - Næstved - Østerholm - Masnedø                                                | 132 kV           |
| Sjælland                 | Næstved – Stigsnæsværket                                                                                               | 132 kV           |
| Sjælland                 | Nyrup - Hejninge – Stigsnæsværket                                                                                      | 132 kV           |
| Sjælland/Lolland         | Stigsnæsværket - Vestlolland                                                                                           | 132 kV           |
| Sjælland/Falster/Lolland | Fensmark - Blangslev - Masnedø - Orehoved - Radsted - Rødby                                                            | 132 kV           |
| Falster                  | Orehoved - Eskilstrup                                                                                                  | 132 kV           |
| Lolland                  | Radsted - Vestlolland                                                                                                  | 132 kV           |
| Lolland                  | Radsted - Rødsand | 132 kV           |
| Lolland/Falster          | Radsted - Eskilstrup                                                                                                   | 132 kV           |
| Masnedø/Falster          | Masnedø - Eskilstrup - Idestrup                                                                                        | 132 kV           |
| Falster                  | Bjæverskov - Idestrup - Kontek                                                                                         | 400 kV DC        |
| Bornholm/Sverige         | Østkraft - Sverige | 60 kV AC         |

De fleste forbindelser er vekselstrøm (AC).

## Højspændingsnetsmaster i Danmark
- Donaumast
- Y–mast
- Eifelmast
- Eaglemast
- Rørmast
- H–mast

## Foreslået højspændingsmaster
- Stealthmast

## Planlagt og foreslået højspændingsforbindelse
- Højspændingsforbindelsen Idomlund-Grænsen
- Højspændingsforbindelsen Asnæsværket-Kyndbyværket